# Среброгуша белоочка
Среброгушата белоочка, наричана също австралийска белоочица и сребърна белоочица (Zosterops lateralis), е вид дребна птица от семейство Белоочкови (Zosteropidae).

## Разпространение
Разпространени са в гористи и храстови местности в Австралия, Нова Зеландия и островите в югозападната част на Тихия океан.

## Описание
Достигат 11 – 13 сантиметра дължина и маса около 10 грама, цветът им е зеленикав и варира според подвида, като имат характерните за семейството бели кръгове около очите.

## Хранене
Хранят се с разнородна храна – насекоми, плодове и цветен нектар.